# Estádio João Francisco dos Santos
Estádio João Francisco dos Santos é parte constituinte da sede do Ceres Futebol Clube, no bairro de Bangu, zona oeste do Rio de Janeiro.

## História
A localização é bem próxima da estação de trem da Supervia de Bangu. Fica localizado na Rua da Chita, entre esta e as ruas Emilio Ribas, Marechal Marciano e a estrada Porto nacional. 
Foi inaugurado em 27 de Março de 1949, numa partida entre o Ceres e o Cruzeiro de Niterói, tradicional clube de Realengo. A equipe visitante se saiu vitoriosa, pelo placar de 2 a 0. 
Possui capacidade para 3.000 espectadores, sendo que suas arquibancadas foram construídas no ano de 1995. Contudo, possui um recorde que extrapolou este limite,  com mais de 4.000 torcedores, na final do campeonato Estadual da Segunda Divisão, em 1997, entre o mandante e o Friburguense Atlético Clube, no dia 23 de Agosto de 1997, que terminou empatada em 1 a 1.
O Ceres tem um planejamento para aumentar a capacidade do João Francisco dos Santos de 3.000 para 15.000, com a ajuda da Prefeitura do Rio. O Projeto está para sair e pode durar 5 anos para ficar pronto.